# 秃尖尾枫
秃尖尾枫（学名：Callicarpa longissima f. subglabra）为马鞭草科紫珠属尖尾枫下的一个变型。